# Lessertia (zoologia)
Lessertia Smith, 1908 è un genere di ragni appartenente alla famiglia Linyphiidae.

## Etimologia
Il nome deriva dall'erpetologo ed aracnologo francese Roger De Lessert.

## Distribuzione
Le due specie oggi attribuite a questo genere sono state rinvenute nella regione olartica: la specie dall'areale più vasto è la L. dentichelis, reperita in varie località dell'Europa, in Canada, in Nuova Zelanda e in varie isole dell'Atlantico.
In Italia la L. dentichelis è piuttosto comune; è stata rinvenuta nell'intera zona peninsulare e in Sardegna. Sono stati reperiti anche esemplari di L. barbara

## Tassonomia
Considerata un sinonimo anteriore di Scotoneta Simon, 1910 da un lavoro di Millidge del 1977 e uno di Wunderlich del 1995, contra uno studio di Brignoli del 1983.
A dicembre 2011, si compone di due specie:
- Lessertia barbara (Simon, 1884) — Spagna, Marocco, Algeria
- Lessertia dentichelis (Simon, 1884)[5] — Europa, Isole Canarie, Madeira, Canada, Nuova Zelanda